# Fairleigh Dickinson University
Die Fairleigh Dickinson University ist eine Privatuniversität im US-Bundesstaat New Jersey. Die Hochschule ist auf zwei Standorte verteilt. Der eine befindet sich in Madison und Florham Park, der andere in Teaneck und Hackensack bei New York City. Weiterhin gehört zu der Hochschule ein Campus in Wroxton, Oxfordshire. Die Universität wurde 1942 gegründet. Mit etwa 10.000 Studenten ist sie die größte Privathochschule in New Jersey. Im September 2007 wurde ein weiterer Campus in Vancouver eröffnet.
Rektor ist Christopher A. Capuano.

## Fakultäten
- Becton College
- Petrocelli College
- Wirtschaftswissenschaften (Silberman College of Business)
- University College

## Sport
Die Sportteams der Hochschule sind die Knights und spielen in der Northeast Conference.